# The Last Man on Earth (2015)
The Last Man on Earth is een Amerikaanse post-apocalyptische komische televisieserie gecreëerd door Will Forte, die ook een van de hoofdrollen speelt. De eerste aflevering werd uitgezonden op 1 maart 2015, geschreven door Forte en geregisseerd door Phil Lord en Christopher Miller.
Op 10 mei 2018 bevestigde Fox dat het na vier seizoenen besloten had met de serie te stoppen.

## Uitgangspunt
Bijna een jaar nadat een dodelijk virus de mensheid uitvaagt, komt Phil Miller eind 2020 tot de conclusie dat hij de enige overgebleven mens op aarde is. Zoektochten om anderen te vinden leveren niets op, waarna hij de moed opgeeft. Net voor hij een einde aan zijn leven wil maken, duikt Carol Pilbasian op. Hoewel haar persoonlijkheid hem irriteert, is hij dankbaar voor haar gezelschap, dat van een vrouw nog wel. Ze besluiten dat ze samen moeten zorgen voor nieuwe generaties mensen. Carol wil dit echter alleen doen als netjes getrouwd echtpaar. Net nadat Phil haar eeuwige trouw belooft, beginnen er andere overlevenden op te duiken, zoals de aantrekkelijke Melissa Shart, Gail Klosterman en Erica Dundee.

## Rolverdeling
- Will Forte als Phil 'Tandy' Miller
- Kristen Schaal als Carol Pilbasian
- January Jones als Melissa Shart
- Mel Rodriguez als Todd Rodriguez
- Cleopatra Coleman als Erica Dundee
- Mary Steenburgen als Gail Klosterman
- Jason Sudeikis als Mike Miller
- Boris Kodjoe als Phil Miller #2